# Дирк Баутс
Дирк Баутс (хол. Dirck Bouts) (рођен око 1415. у Харлему, Холандија — умро 6. маја 1475. у Лувјану, Брабант, данашња Белгија), био је фламански сликар. Иако његовом дјелу недостаје грациозни израз већих фламаских сликара као што су Рохир ван дер Вејден и Јан ван Ајк, Баутс се без сумње такође може сматрати једним успјешним мајсторем. 
Врло мало тога је познато из његовог раног периода у Харлему, мада је могуће да је учио сликарство у Бриселу под патронаштвом Ван дер Вејдена чији је утицај више него очигледан у његовим раним зрелијим радовима. 
Његови најпознатији радови су олтарски триптих (1464) за цркву Св. Петра у Лувену, на коме су представљене Тајна вечера и четири сцене из Старог завета, и два велика панела која представљају једну сцену из суда (1470-75), рађене по наруџби градске владе Лувена за локалну градску дворану.